# Elmwood (Illinois)
Elmwood je grad u američkoj saveznoj državi Ilinois. Prema popisu stanovništva iz 2010. u njemu je živjelo 2.097 stanovnika.